# آستینویل (آیووا)
آستینویل (به انگلیسی: Austinville) یک منطقهٔ مسکونی در ایالات متحده آمریکا است که در شهرستان باتلر، آیووا واقع شده است. آستینویل ۳۰۵٫۱۱ متر بالاتر از سطح دریا واقع شده است.